# Consentbeginsel
Het consentbeginsel is een begrip uit de politieke en bestuurlijke theorie over de sociocratie en vormt daar een basisprincipe voor besluitvorming. Ander beginsel is de beschikbaarheid van alle voor de besluitvorming belangrijke informatie. 
Het woord consent is ontleend aan het Oudfranse consente wat toestemming betekent. Consent als basis voor besluitvorming houdt in dat een besluit genomen is, wanneer geen van de aanwezigen beargumenteerd en overwegend bezwaar heeft tegen het nemen van het besluit.
Volgens het consentbeginsel, werken in geval van een conflictsituatie alle deelnemers van een groep of organisatie als compagnons samen om tot een compromis of andere oplossing te komen. Consent lijkt veel op consensus in de zin dat degene die "consent geeft" niet "voor" het voorstel hoeft te zijn, alleen maar "niet tegen".
Consent onthouden is niet gelijk aan een veto uitspreken, het vetorecht is gebaseerd op een heel ander concept van besluitvorming. Degene die consent onthoudt moet de argumenten geven waarop de consentonthouding is gebaseerd, zodat men verder kan werken aan een oplossing. Bij veto gaat het om een eenzijdige beslissing dat wordt verboden een volgens de gewone regels aangenomen besluit uit te voeren.